# Norrkuggskärs häran
Norrkuggskärs häran är ett skär i Åland (Finland). Det ligger i Skärgårdshavet och i kommunen Kökar i landskapet Åland, i den sydvästra delen av landet. Ön ligger omkring 64 kilometer öster om Mariehamn och omkring 220 kilometer väster om Helsingfors.
Öns area är 2,9 hektar och dess största längd är 270 meter i nord-sydlig riktning.
Trakten är glest befolkad. Närmaste större samhälle är Kökar, 7,5 km nordväst om Norrkuggskärs häran.

## Klimat
Inlandsklimat råder i trakten. Årsmedeltemperaturen i trakten är 5 °C. Den varmaste månaden är augusti, då medeltemperaturen är 16 °C, och den kallaste är mars, med −4 °C.